# Брењон
Брењон (фр. Breugnon) насеље је и општина у источном делу централне Француске у региону Бургоња, у департману Нијевр која припада префектури Кламси.
По подацима из 2011. године у општини је живело 173 становника, а густина насељености је износила 12,96 становника/km². Општина се простире на површини од 13,35 km². Налази се на средњој надморској висини од 188 метара (максималној 240 m, а минималној 163 m).

## Демографија
| 1962. | 1968. | 1975. | 1982. | 1990. | 1999. | 2011. |
| ----- | ----- | ----- | ----- | ----- | ----- | ----- |
| 182   | 197   | 200   | 180   | 168   | 157   | 173   |

График промене броја становника у току последњих година